# Алча
Алча — посёлок в Красноярском районе Астраханской области России. Входит в состав Байбекского сельсовета. До 2015 года — административный центр Юбилейнинского сельсовета.

## География
Посёлок находится в юго-восточной части Астраханской области, у ерика Альча, на левом берегу Ахтубы.
Уличная сеть
Зелёный пер., ул. 8 Марта, ул. Восточная, ул. Газовиков, ул. Ленинская, ул. Луговая, ул. Мира, ул. Молодёжная, ул. Новосёлов, ул. Октябрьская, ул. Советская, ул. Солнечная, ул. Степная, ул. Цветочная, ул. Чехова.
Климат
Умеренный, резко континентальный, характеризуется высокими температурами летом и низкими — зимой, малым количеством осадков, а также большими годовыми и летними суточными амплитудами температуры воздуха.

## История
В январе 1983 г. посёлок фермы № 2 совхоза «Маячный» переименован в Алча.
В период с 1996 по 2015 годы Алча входила в состав Юбилейнинского сельсовета. В 2015 году посёлок вошёл в состав муниципального образования «Байбекский сельсовет».

## Население
| 2002 | 2010  |
| ---- | ----- |
| 986  | ↗1014 |

Национальный состав
По данным Всероссийской переписи, в 2010 году численность населения составляла 1014 человек (472 мужчины и 542 женщины). Согласно результатам переписи 2002 года, в национальной структуре населения казахи составляли 89 %.
| Национальность | Численность (2010) | Процент |
| -------------- | ------------------ | ------- |
| Казахи         | 919                | 90,3 %  |
| Татары         | 44                 | 4,3 %   |
| Ногайцы        | 38                 | 3,7 %   |
| Русские        | 8                  | 0,8 %   |
| Не указана     | 9                  | 0,9 %   |
| Всего          | 1018               | 100 %   |

## Инфраструктура
отделение почтовой связи пос. Алча (Ленинская ул, 2А). МОУ «Алчинская средняя общеобразовательная школа».

## Транспорт
Ближайшая железнодорожная станция — ст. Бузан Приволжской железной дороги.